# 伯納特低線鱲

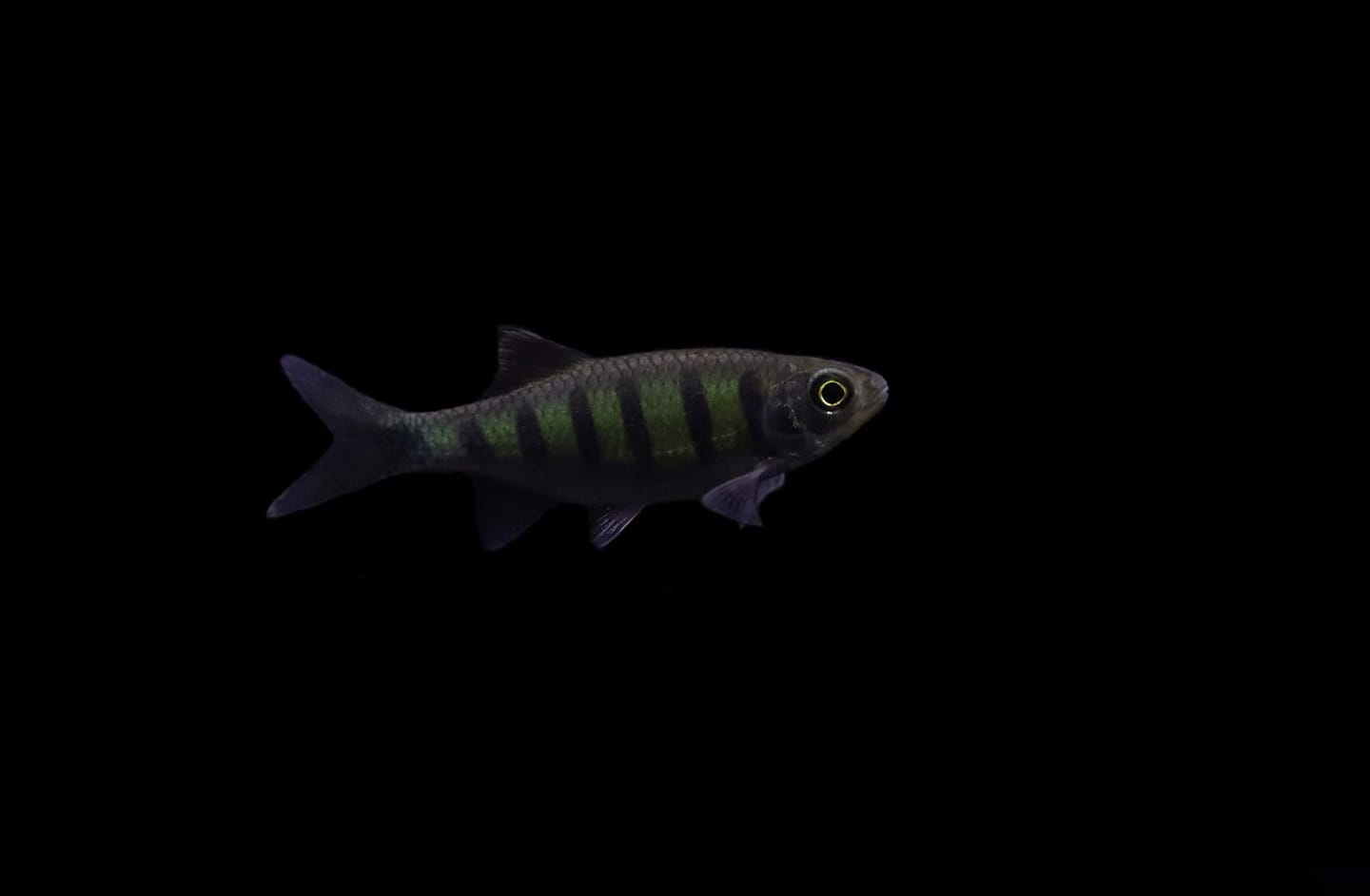
伯納特低線鱲

伯納特低線鱲（学名：Barilius bernatziki）为輻鰭魚綱鯉形目鲤科低線鱲屬的一個種，該物種主要分布於亞洲馬來半島，棲息在中底層水域。

## 扩展阅读
維基物種上的相關：伯納特低線鱲